# Awanuia dilatata
Awanuia dilatata är en snäckart som beskrevs av Powell 1927. Awanuia dilatata ingår i släktet Awanuia och familjen Aclididae. Inga underarter finns listade i Catalogue of Life.